# Mago I.
Mago I. war von 550 bis 530 v. Chr. Herrscher von Karthago.  Er war als Sufet der Stammvater der Magoniden, einer mächtigen karthagischen Adelsfamilie, und begründete die karthagische Macht, indem er die Bürgermiliz durch Söldnerheere ersetzte, in denen die Karthager selbst nur noch als Offiziere Dienst leisteten. Mago stellte die karthagische Dominanz auf Sardinien wieder her, die unter der Herrschaft seines Vorgängers Malchos verloren gegangen war. Sein Sohn Hasdrubal folgte ihm 530 v. Chr. als Sufet Karthagos.